# 松木塘镇
松木塘镇，是中华人民共和国湖南省益阳市桃江县下辖的一个乡镇级行政单位。

## 行政区划
松木塘镇下辖以下地区，包括两个社区和十六个行政村：
川门湾社区、桃花湖社区、关山口村、下干砂村、温塘村、龙塘村、三节塘村、樟溪村、竹山村、苍霞塅村、桥头河村、响涛园村、南河冲村、子良岩村、猴家山村、松木塘村、天子山村和龙山湾村。